# Beša (Košice)
Beša é um município da Eslováquia, situado no distrito de Michalovce, na região de Košice. Tem 19,54 km² de área e sua população em 2018 foi estimada em 369 habitantes.

## Demografia
| Ano:        | 1994 | 2004   | 2014   | 2024 |
| ----------- | ---- | ------ | ------ | ---- |
| Broj ljudi: | 393  | 372    | 363    | 363  |
| Razlika:    |      | -5,34% | -2,41% | +0%  |

| Ano:               | 2023 | 2024   |
| ------------------ | ---- | ------ |
| Número de pessoas: | 362  | 363    |
| Diferença:         |      | +0,27% |